# 충동 (B'z의 노래)
〈충동〉(일본어: 衝動 쇼도[*])는 B'z의 마흔 번째 싱글로 2006년 1월 25일에 버밀리온 레코드에서 발매됐다.

## 개요
이 싱글에서는 《명탐정 코난》의 원작자인 아오야마 고쇼 오리지널의 일러스트 카드가 부속되어있다. 그 카드에는 B'z의 두명과 《명탐정 코난》의 주인공 에도가와 코난(한국명은 코난)이 그려져있다.

## 수록곡
전체 작사: 이나바 코시. 전체 작곡: 마츠모토 타카히로. 전체 편곡: 이나바 코시, 마츠모토 타카히로, 토쿠나가 아키히토
| #            | 제목          | 재생 시간 |
| ------------ | ------------- | --------- |
| 1.           | 〈衝動 충동〉 | 3:17      |
| 2.           | 〈結晶 결정〉 | 4:06      |
| 총 재생 시간 | 총 재생 시간  | 7:23      |

## 미디어에서의 사용
衝動
- 요미우리 TV 닛폰 TV계 애니메이션 《명탐정 코난》 방송 10주년 기념 여는 곡

結晶
- 닛폰 TV 토요 드라마 《식탐정 쿠이탄》 주제가